# Sangarédi
Sangarédi est une ville et une sous-préfecture de Guinée située dans la préfecture de Boké, au nord-ouest du pays. Cité minière,  elle abrite l'un des plus importants gisements de bauxite du monde, à haute teneur en alumine. Le minerai, dont l'exploitation est gérée par la Compagnie des Bauxites de Guinée (CBG), est acheminé par voie ferroviaire vers le port de Kamsar.

## Population
En 2016, la localité comptait 81 736 habitants.

## Histoire
Les travaux d'exploitation des ressources minières dans la localité ont débuté en août 1973

## Climat
Sangarédi est doté d'un climat tropical de savane de type Aw selon la classification de Köppen, avec une température moyenne de 27,3 °C et des précipitations d'environ 1 429,8 mm par an, plus importantes en été qu'en hiver
.

## Sport

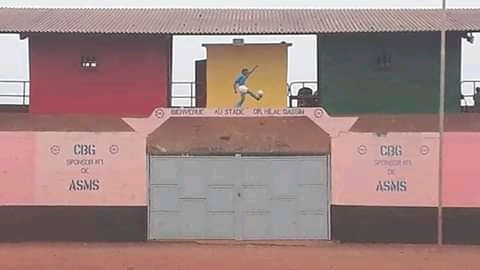

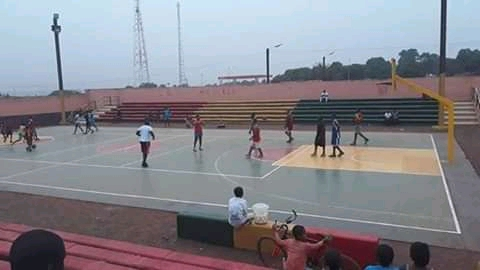

Stade Dr Hillal Gassim Diallo

## Éducation
la cité industrielle de Sangarédi regorge assez d'établissement a son alentour notamment le groupe scolaire Diaraye diallo, lycée alpha yaya barry, lycée rassouloul akram, fofodoro, rassouloullahles publics, lycée Unesco,général Groupe scolaire lansana conté (GLC)

## Religions
La sous-préfecture de Sangarédi compte une population à majorité musulmane. 

## Infrastructures
La présence à Sangarédi de la Compagnie des bauxites de Guinée (CBG) a permis dès l'origine le développement des infrastructures locales notamment des postes de santé, l'aérodrome, les routes, les écoles, etc...

## Personnalités nées à Sangarédi
- Mamoudou Boulléré Diallo (1992-), journaliste reporteur du groupe Hadafos Médias.